# Walter Edmund Roth
Walter Edmund Roth (* 2. April 1861 in London, England; † 5. April 1933 in Georgetown, Guyana) war Arzt, Anthropologe, Autor und Protector of Aborigines. Er verfasste zahlreiche ethnologische Artikel über die indigene Bevölkerung in Australien und Guyana, die heute noch eine bedeutende Quelle über deren Leben und Brauchtum sind und übersetzte frühe Reiseliteratur über Guyana.

## Frühes Leben
Walter Roth war eines von sechs Kindern von Mathias Roth, einem ungarischstämmigen Arzt, und der Engländerin Anna Maria, geborene Collins. In der Schule lernte er Deutsch und Französisch. Walter Roth studierte Biologie am Magdalen College in Oxford, wurde am St Thomas's Hospital in London zum Arzt fortgebildet und publizierte 1886 The Elements in School Hygiene.
1892 kam er zum zweiten Mal nach Australien und praktizierte bis 1894 als Arzt in Queensland und anschließend von 1896 bis 1897 als Amtsarzt in Normanton.

## Anthropologe

### Australien
1897 brachte Roth die Monographie Ethnological Studies Among North-West Central Queensland Aborigines heraus, die ihm internationale Reputation einbrachte. 1902 wurde Roth zum Präsidenten der Anthropologischen Abteilung der Australasian Association for the Advancement of Science, 1904 wurde er in die Anthropologischen Gesellschaften von Berlin und Florenz aufgenommen und war Queenslands Berichterstatter für das Royal Anthropological Institute of Great Britain and Ireland. Die Royal Society von New South Wales ehrte ihn 1909 mit der Clarke-Medaille.
1898 wurde Roth zum ersten Protector of Aboriginals im Northern Territory ernannt und war für die Regelung der Lebens- und Arbeitsverhältnisse der Aborigines in Queensland, die Aboriginal and Torres Strait Islander, in der Perlenfischerei und Seegurkenfang zuständig. Zur Erledigung der letztgenannten Aufgabe hatte er ein Schiff.
Die festgestellten Umstände der Arbeits- und Lebensverhältnisse veranlassten ihn, sich maßgeblich für den Aboriginal Protection and Restriction of the Sale of Opium Act (1897) einzusetzen. Durch sein Engagement für die Aborigines geriet er in Konflikt mit Politikern, Siedlern und der Presse im Norden von Queensland, als er 1904 bis 1906 dort Chief Protector of Aborigines war. 1904 führte er die Western Australian Royal Commission und legte einen Bericht vor, der die „Missstände und Rechtsverletzungen“, „Grausamkeiten und Übergriffe“ auf die indigene Bevölkerung dokumentierte. Als er heftig politisch angegriffen wurde, trat er wegen gesundheitlicher Probleme August 1906 von seinem Amt zurück und verließ im Dezember 1906 Australien.

### British Guiana
Ab 1907 war Roth in British Guiana von der britischen Kolonialregierung in mehreren Ämtern eingesetzt, darunter auch als Amtsarzt, und er war ab 1910 verantwortlich für die Aboriginal Protection Ordinance. In Guyana setzte er seine anthropologischen Studien fort und führte Expeditionen durch. Da ihn die Geschichte von Guyana interessierte, übersetzte er Werke der niederländischen und deutschen Entdeckungsreisenden, wie das Werk Reisen in Guiana und am Orinoko während der Jahre 1835-1839 von Robert Hermann Schomburgk. Nach seinem Rücktritt im Jahr 1928 wurde er Kurator des Georgetown Museums.

## Sammlung
Seine ethnographischen Sammlungen befinden sich hauptsächlich in australischen und queensländischen Museen, ferner im Historischen Museum of Mankind in London, im Gothenburg Ethnographical Museum in Schweden, in der Smithsonian Institution in Washington und im Walter Roth Museum of Anthropology in Georgetown.

## Veröffentlichungen
- Ethnological Studies among the North-West-Central Queensland Aboriginals. Brisbane and London, 1897.
- Notes on Social and Individual Nomenclature among Certain North Queensland Aborigines. Publikation der Royal Soc. of Queensland, 13, 1897.
- Bulletins of North Queensland Ethnography, veröffentlicht durch die Regierung von Queensland, Brisbane, und (ab Band 9) dem Australian Museum 1901-1910.
- Notes on Savage Life in the Early Days of Western Australian Settlement. Publikation der Royal SOCo. f Queensland, 17,1902.
- An Elementary Grammar of the Nggerikudi Language, by the Rev. N. Hey. Revidiert und verfasst von Walter E. Roth. Brisbane, 1903.
- Report of the Royal Commission [Dr. Roth] on the Condition of the Natives of Western Australia. Perth, 1905.
- Notes on Government, Morals, and Crime. Publications des Australian Museum, Sydney, N.S.W. Brisbane, 1905.
- Catch-Cradle in British Cuiana. Etudes Etlin. Herausgegeben von der SOC.N, os. 4-5. Paris, 1908.
- Australian Huts and Shelters. Man, 9: No. 27, p. 49, 1909.
- Some Technological Notes from the Pomeroon District, British Guiana, Part I. Jour. of the Royal Anth. Inst., 14: 26-34, 1909.
- Zbid. Part 11, Jour. of the Royal Anth. Inst., 13: 23-38, 1910.
- Zbid. Part 111. Jour. of the Royal Anth. Inst., 14: 72-82, 1911.
- Zbid. Part IV, Jour. of the Royal Anth. Inst., 15: 5 2 W, 1912.
- Narcotics and Stimulants of the Guianese Indian. British Cuiana Medical Annals, 191 I . Old Time Indians. Timehri, 1,1911.
- On the Native Drinks of the Guianese Indians. Timehri, 2, 1912.
- An Inquiry into the Animism and Folklore of the Guiana Indians. 30th Ann. Rep., Bureau of Amer. Ethnology, 103-396, 1915.
- Some Examples of Indian Mimicry, Fraud, and Imposture. Timehri, 7, 1921.
- Richard Schomburgk’s Travels in British Guiana, 1840-1844. Übersetzt von W. E. Roth. Georgetown, 1922-1923.
- An Introductory Study of the Arts, Crafts, and Customs of the Guiana Indians. 38th Ann. Rep. Bureau of Amer. Ethnology, 23-745, 1924.
- Additional Studies of the Arts, Crafts and Customs of the Guiana Indians, with special reference to those of Southern British Guiana. Bull. 91, Bureau of Amer. Ethnology, 1929.
- Netcher’s History of Guiana. Übersetzt von W. E. Roth. Georgetown, 1931.
- Robert Hermann Schomburgk’s Travels in Guiana and on the Orinoco, 1835-1839. Übersetzt von W. E. Roth. Georgetown, 1931.[3]